# 金少山
金少山（1890年—1948年），原名义，字仲义。满族，北京人，京剧净行表演艺术家。金秀山之子，有“十全大净”、“金霸王”美誉。

## 生平
金少山自幼从父学艺，工铜锤花脸，同时向韩乐卿学把子功和架子花脸戏，向何通海学净角开场戏，向屈北奎学花脸诙谐戏，后正式拜德珺如为“带道师”，步入梨园，与其父演出于北京各戏院。金少山初搭宝胜和班，其后又改搭双庆班、鸿庆班、永庆班等，曾与梅兰芳、朱素云、谢宝云合演《岳家庄》，与王瑶卿合演《金猛关》，与程继先、荣蝶仙合演《秦淮河》，与其父合演《白良关》、《洪羊洞》、《穆柯寨》，与韦久峰合演《审刺客》等。在其父逝世后，金少山在北京难以独立登台，遂到烟台等地搭班献艺。
1922年，金少山的嗓音逐渐恢复，他辗转到了上海，先后搭入丹桂第一台、共舞台，与林树森、白玉昆、刘永春等名家合作，演出了《孙庞斗智》等新戏。是年冬，梅兰芳来上海演出《霸王别姬》，金少山扮演楚霸王，轰动上海滩。从此，金少山的声誉与日俱增。1937年，金少山回到北京，自组松竹社，以花脸挑大梁，邀请周瑞安、陈少霖、李多奎、姜妙香等辅佐，在华乐戏院以《连环套》打炮，次日演出头二本《草桥关》，第三日演出《清风寨》、《刺王僚》，第四日演出《遇皇后》、《打龙袍》，连日爆满。此后，他还经常与梅兰芳、孟小冬、马连良、谭富英等合作演出，名列净行榜首。
金少山的戏路极宽，代表作有：《探阴山》、《铡美案》、《打龙袍》、《锁五龙》、《断密涧》、《取洛阳》、《黄一刀》、《太行山》等。金少山性情豪爽，仗义疏财，常解囊帮助别人。但金少山花钱无度，致使晚景凄凉，贫病而终。弟子有吴松岩、赵炳啸等，王泉奎、娄振奎亦宗其艺。